# Spanische Siebener-Rugby-Nationalmannschaft der Frauen
Die spanische Siebener-Rugby-Nationalmannschaft der Frauen vertritt Spanien in der Sportart Siebener-Rugby (span.: rugby a siete od. seven), einer Variante von Rugby Union. Die Auswahl untersteht der Federación Española de Rugby (FER).

## Geschichte
In Spanien war Siebener-Rugby lange vor allem bei Amateurturnieren im ganzen Land weit verbreitet. Einen Schub erhielt Siebener-Rugby jedoch durch die Aufnahme ins Programm der Olympischen Spiele 2016. Ebenso wie im Fünfzehner-Rugby ist auch im Siebener-Rugby die Nationalmannschaft der Frauen erfolgreicher als die der Männer. Spaniens Damen qualifizierten sich für die erste Siebener-Rugby-Weltmeisterschaft der Frauen, die 2009 in Dubai stattfand. Spanien gewann zwar die Vorrundengruppe, musste sich aber im Viertelfinale gegen Südafrika geschlagen geben und belegte schlussendlich den siebten Rang. Bei Europameisterschaften konnte sowohl 2003, durch einen 21:12-Finalsieg gegen Frankreich, als auch 2010, durch ein 28:12 gegen die Niederländerinnen, der Titel gewonnen werden, 2005, 2009, 2011 und 2012 erreichten die Spanierinnen den zweiten Rang hinter England und 2007 sicherten sie sich durch ein 10:0 im Spiel um Platz drei gegen Wales die Bronzemedaille.

## Resultate

### Olympische Spiele
| Jahr | Ort            | Resultat           |
| ---- | -------------- | ------------------ |
| 2016 | Rio de Janeiro | 7. Platz           |
| 2020 | Tokio          | nicht qualifiziert |
| 2024 | Paris          | nicht qualifiziert |

### Weltmeisterschaft
| Jahr | Ort           | Resultat              |
| ---- | ------------- | --------------------- |
| 2009 | Dubai         | 7. (Plate Halbfinale) |
| 2013 | Moskau        | 4. Platz              |
| 2018 | San Francisco | 5. Platz              |
| 2022 | Kapstadt      | 12. Platz             |

### World Rugby Women’s Sevens Series
| Saison  | Punkte                                  | Resultat                                |
| ------- | --------------------------------------- | --------------------------------------- |
| 2012/13 | 26                                      | 9.                                      |
| 2013/14 | 41                                      | 6.                                      |
| 2014/15 | 26                                      | 9.                                      |
| 2015/16 | 28                                      | 9.                                      |
| 2016/17 | 19                                      | 10.                                     |
| 2017/18 | 43                                      | 7.                                      |
| 2018/19 | 36                                      | 9.                                      |
| 2019/20 | 28                                      | 9.                                      |
| 2020/21 | aufgrund der COVID-19-Pandemie abgesagt | aufgrund der COVID-19-Pandemie abgesagt |
| 2021/22 | 26                                      | 10.                                     |
| 2022/23 | 28                                      | 10.                                     |

### Europameisterschaft
| Jahr | Ort                                     | Resultat                                |
| ---- | --------------------------------------- | --------------------------------------- |
| 2003 | Lunel                                   | Europameister                           |
| 2005 | Lunel                                   | 2.                                      |
| 2006 | Limoges                                 | 5.                                      |
| 2007 | Lunel                                   | 3.                                      |
| 2008 | Limoges                                 | 4.                                      |
| 2009 | Hannover                                | 2.                                      |
| 2010 | Moskau                                  | Europameister                           |
| 2011 | Bukarest                                | 2.                                      |
| 2012 | Ameland, Moskau                         | 2.                                      |
| 2013 | Brive, Marbella                         | 4.                                      |
| 2014 | Moskau, Brive                           | 5.                                      |
| 2015 | Kasan, Brive                            | 3.                                      |
| 2016 | Malemort, Kasan                         | 5.                                      |
| 2017 | Malemort, Kasan                         | 6.                                      |
| 2018 | Marcoussis, Kasan                       | 10.                                     |
| 2019 | Charkiw, Marcoussis                     | 6.                                      |
| 2020 | aufgrund der COVID-19-Pandemie abgesagt | aufgrund der COVID-19-Pandemie abgesagt |
| 2021 | Lissabon, Moskau                        | 3.                                      |
| 2022 | Krakau, Lissabon                        | 5.                                      |
| 2023 | Vila Real de Santo António, Hamburg     | 2.                                      |

### Europaspiele
| Jahr | Ort    | Resultat |
| ---- | ------ | -------- |
| 2023 | Krakau | 5.       |